# Fokker 70
El Fokker 70 es un avión de pasajeros bimotor fabricado por la compañía neerlandesa Fokker entre 1993 y 1997, como una versión más corta del Fokker 100, y con la intención de sustituir al modelo Fokker F28. Es el avión mediano de la compañía fokker, y tal como se menciona, el mediano de sus hermanos, el fokker f28 y el fokker 100. El primer avión entró en servicio en 1994, fabricándose un total de 47 unidades, además del prototipo.
Desde 1999 la empresa neerlandesa Rekkof Aircraft NV (que corresponde al nombre de Fokker leído inversamente) pretende reanudar la fabricación de los modelos Fokker 70 y Fokker 100, para lo cual lanzará su nuevo diseño denominado Serie XF de aeronaves NG Aircraft, la construcción de la primera planta de fabricación y ensamblaje ha iniciado en Brasil, y estará destinada en su primera fase a la producción de componentes y en su segunda fase a la fabricación de las aeronaves.

## Operadores
1. Alliance Airlines 12[1]
2. Air Niugini 6[2]
3. Fly All Ways 3[3]
4. I-Fly Air 2[4]
5. JetAir Caribbean 2[5]
6. Skyward Express 1[6]
7. Jetways Airlines 1[7]
8. FLY-ADE Airline 1[8]

### Antiguos Operadores

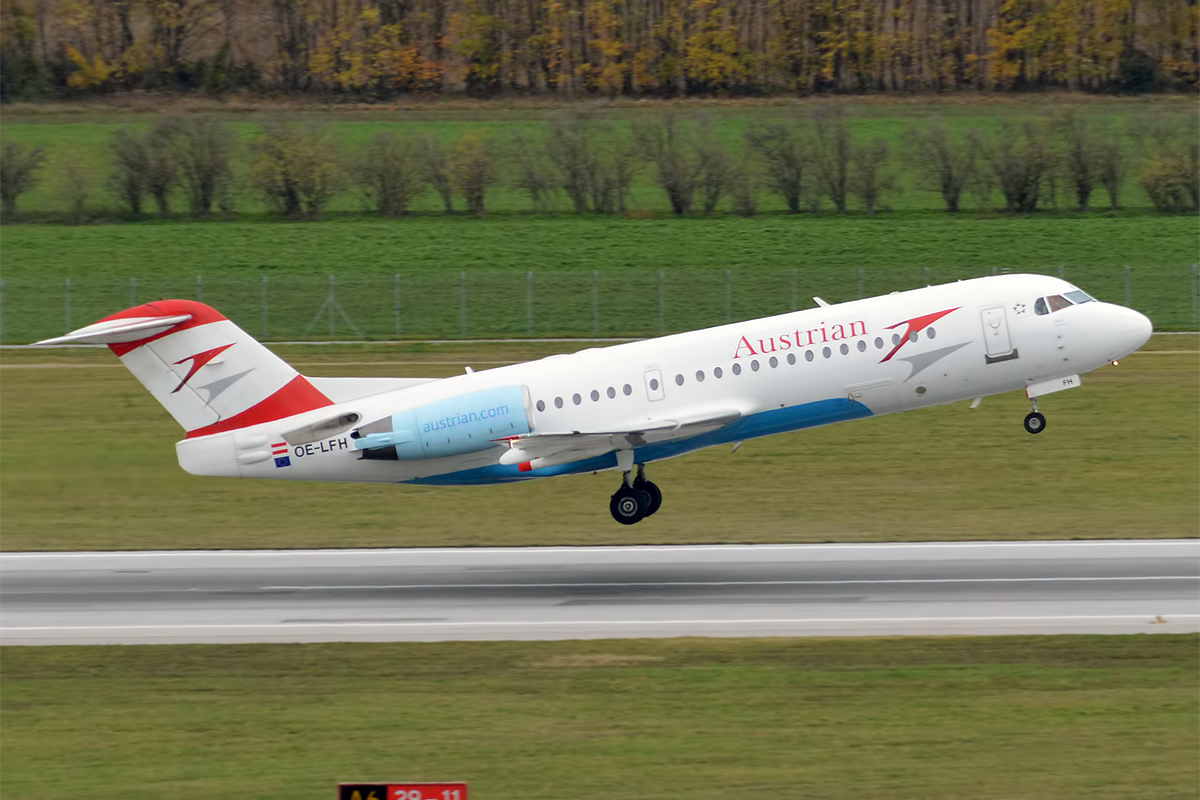
Fokker 70 de la compañía austriaca Austrian Airlines.

#### América
PERU
- WayraPerú 2[9]

 Panamá
- Air Panamá (2)[10]

#### Asia
Chipre
- Tus Airways (5)[11]

 Indonesia
- TransNusa (1)[12]
- Pelita Air Service (1)[13]

 Singapur
- SilkAir (2)[14]

 Vietnam
- Vietnam Airlines (2)[15]

#### Europa
Austria
- Austrian Airlines (15)[16]

 Países Bajos
- KLM Cityhopper (26)[17]

 Reino Unido
- British Midland (3)[18]

## Características Técnicas

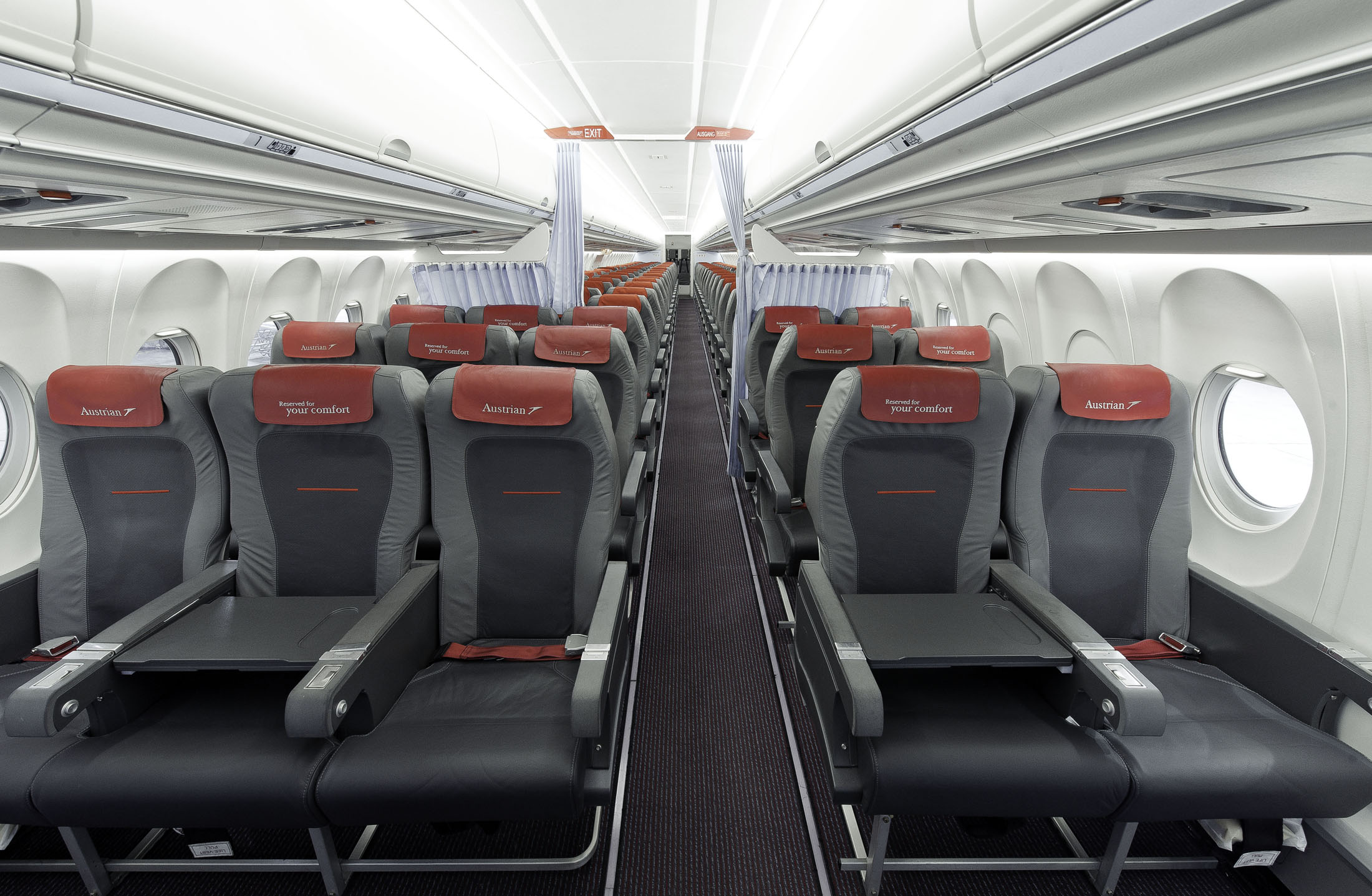
Interior de un Fokker 70 de Austrian Airlines

- Número de motores: 2, instalados en la parte posterior del fuselaje.
- Capacidad: 80 pasajeros.
- Longitud: 30,91 m
- Envergadura: 28,08 m
- Altura: 8,50 m
- Velocidad máxima de vuelo: 743 km/h (Mach 0,75)
- Alcance máximo: 2.040 km
- Peso del avión vacío: 22.673 kg

### Desarrollos relacionados
- Fokker F28
- Fokker 100

### Aeronaves similares
- Embraer E-Jets
- Bombardier CRJ700
- Bombardier CSeries
- ACAC ARJ21
- Fairchild-Dornier 728
- Mitsubishi Regional Jet
- BAE 146
- Antonov An-148
- Sukhoi Superjet 100

### Listas relacionadas
- Aviones de pasajeros de Fokker: F27 · F28 · 50 · 60 · 70 · 100